# Euceros clypealis
Euceros clypealis là một loài tò vò trong họ Ichneumonidae.